# Campionati del mondo di ciclismo su pista 2020 - Inseguimento individuale maschile
La gara di inseguimento individuale maschile ai Campionati del mondo di ciclismo su pista 2020 si è svolta il 28 febbraio 2020.

## Podio
| Pos.    | Atleta             | Nazionalità |
| ------- | ------------------ | ----------- |
| Oro     | Filippo Ganna      | Italia      |
| Argento | Ashton Lambie      | Stati Uniti |
| Bronzo  | Corentin Ermenault | Francia     |

## Risultati

### Qualificazioni
I migliori 2 tempi si qualificano alla finale per l'oro, il terzo e quarto tempo alla finale per il bronzo
| Posizione | Atleta              | Nazione     | Tempo    | Gap     | Note |
| --------- | ------------------- | ----------- | -------- | ------- | ---- |
| 1         | Filippo Ganna       | Italia      | 4:01.934 |         | Q WR |
| 2         | Ashton Lambie       | Stati Uniti | 4:03.640 | +1.706  | Q    |
| 3         | Corentin Ermenault  | Francia     | 4:07.593 | +5.659  | q    |
| 4         | Jonathan Milan      | Italia      | 4:08.094 | +6.160  | q    |
| 5         | Felix Groß          | Germania    | 4:08.928 | +6.994  |      |
| 6         | Stefan Bissegger    | Svizzera    | 4:09.711 | +7.777  |      |
| 7         | Claudio Imhof       | Svizzera    | 4:10.302 | +8.368  |      |
| 8         | Ivo Oliveira        | Portogallo  | 4:10.829 | +8.895  |      |
| 9         | Domenic Weinstein   | Germania    | 4:12.571 | +10.637 |      |
| 10        | Davide Plebani      | Italia      | 4:13.402 | +11.468 |      |
| 11        | Aleksandr Evtušenko | Russia      | 4:15.728 | +13.794 |      |
| 12        | Jay Lamoureux       | Canada      | 4:17.065 | +15.131 |      |
| 13        | Lucas Plapp         | Australia   | 4:18.520 | +16.586 |      |
| 14        | Thomas Denis        | Francia     | 4:18.989 | +17.055 |      |
| 15        | Mikhail Shemetau    | Bielorussia | 4:19.344 | +17.410 |      |
| 16        | Wojciech Ziółkowski | Polonia     | 4:21.462 | +19.528 |      |
| 17        | Alisher Zhumakan    | Kazakistan  | 4:24.911 | +22.977 |      |
| 18        | Vitālijs Korņilovs  | Lettonia    | 4:45.578 | +43.644 |      |
| -         | Lev Gonov           | Russia      | DNS      | DNS     | DNS  |

### Finali
| Posizione            | Atleta             | Nazione     | Tempo    | Gap    |
| -------------------- | ------------------ | ----------- | -------- | ------ |
| Finale per l'oro     |                    |             |          |        |
| 1                    | Filippo Ganna      | Italia      | 4:03.875 |        |
| 2                    | Ashton Lambie      | Stati Uniti | 4:08.048 | +4.163 |
| Finale per il bronzo |                    |             |          |        |
| 3                    | Corentin Ermenault | Francia     | 4:09.921 |        |
| 4                    | Jonathan Milan     | Italia      | 4:13.167 | +3.146 |